# Grube Bliesenbach
Die Grube Bliesenbach war eine Buntmetallerz-Grube des Bensberger Erzreviers im Engelskirchener Ortsteil Loope.

## Geschichte

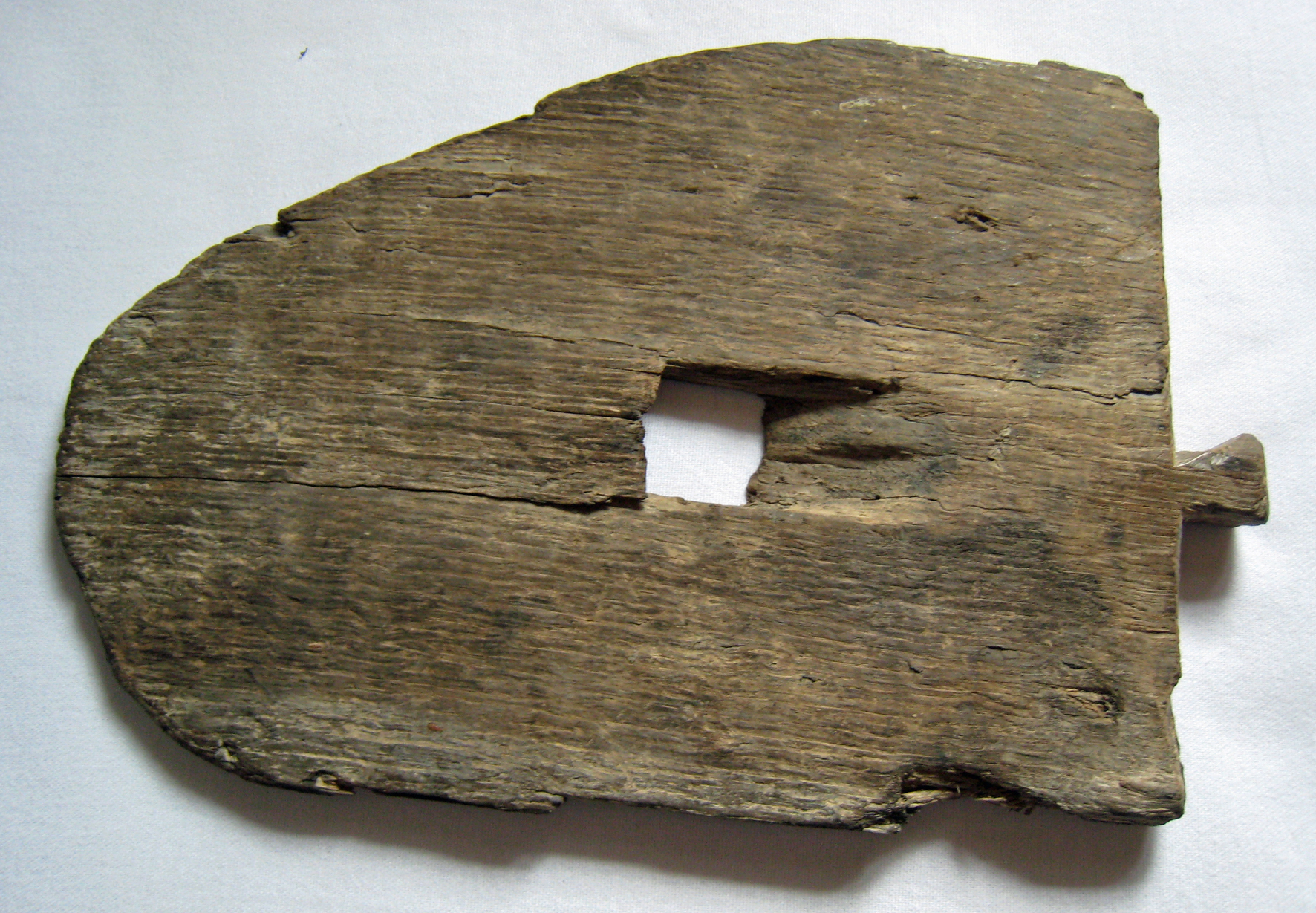
Schaufelblatt 13. Jahrhundert von der Grube Bliesenbach

### Antike
Schon für die Zeit um 20 n. Chr. ist aufgrund von römischen Keramikfunden von Bergbautätigkeit auszugehen.

### Mittelalter
Bereits im 13. Jahrhundert hat auf der Grube Bliesenbach Bergbau stattgefunden. Die Bergleute sind dabei bis zu 70 Meter unter die Stollensohle gegangen und haben die Erze durch einen senkrechten Schacht zu Tage gefördert. In einem Alten Mann hat man Gezähe aus dieser Zeit gefunden, das heute im Deutschen Bergbau-Museum Bochum aufbewahrt wird. Danach hat der Betrieb jahrhundertelang geruht.

### Neuzeit
Seit 1821 kam es wieder zu vereinzelten Versuchsarbeiten. Nicht zu bewältigende Wasserzuflüsse ließen zwischen 1845 und 1847 keine weiteren Arbeiten mehr zu. Zwischen 1850 und 1856 erfolgten Aufschlussarbeiten und Abbau über einen 190 Meter langen Stollen. Gleichzeitig arbeitete man die Halden des mittelalterlichen Bergbaus durch, denn sie enthielten noch große Mengen an Zinkerz, dessen Verhüttung man erst seit der Mitte des 19. Jahrhunderts zu industrieller Reife gebracht hatte.
Auf halber Hanghöhe kam es 1852 zur Aufwältigung eines alten Schachts im Bereich des mittelalterlichen Pingenzugs. Gleichzeitig trieb man von der Talsohle einen Stollen auf den Schacht vor. Dadurch konnte der Preußischen Bergbehörde gegenüber die Fündigkeit der Lagerstätte nachgewiesen werden, worauf im September 1854 die Verleihung des Bergwerks erfolgte.

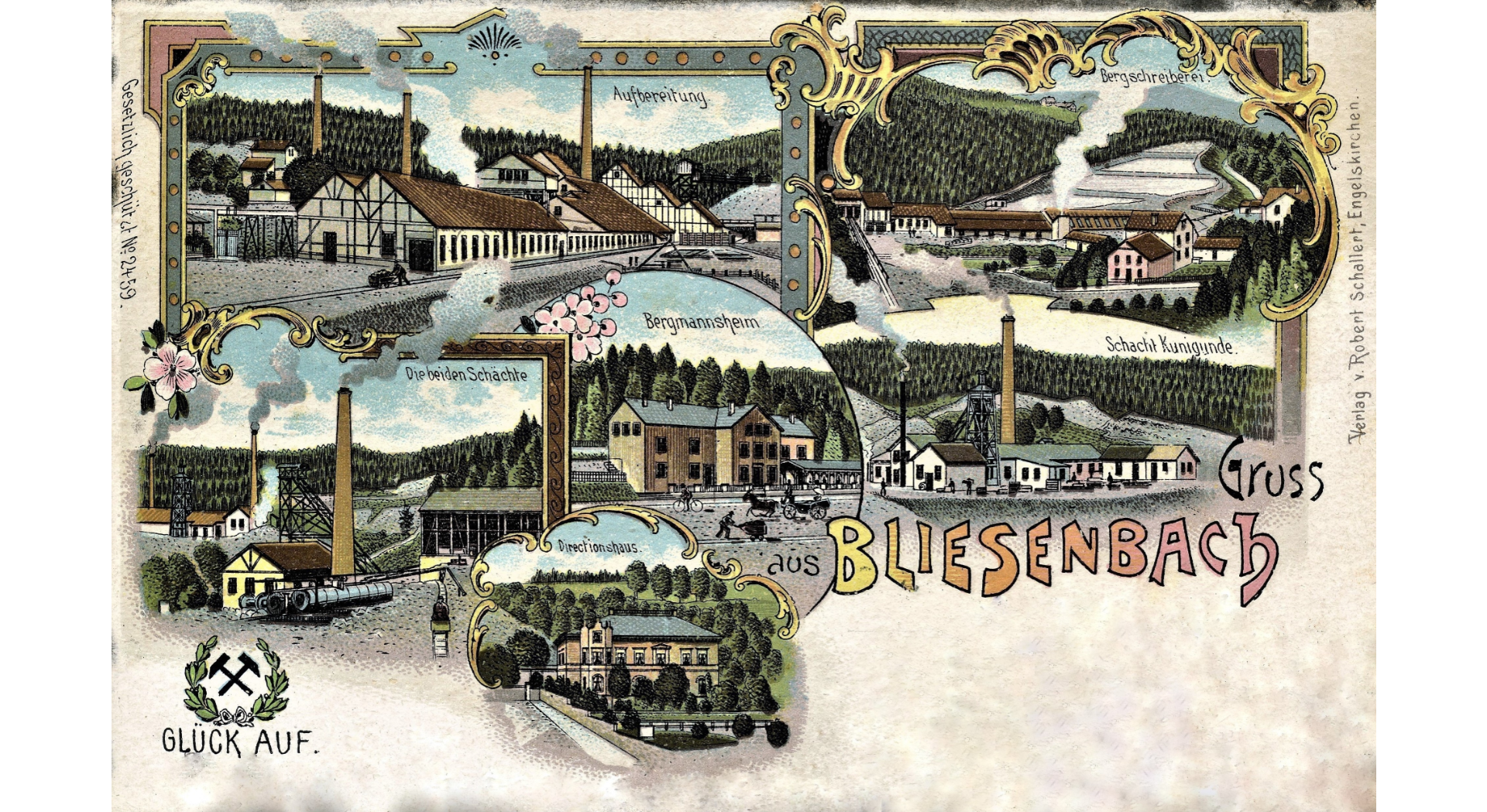
Ansichtskarte der Grube um 1900

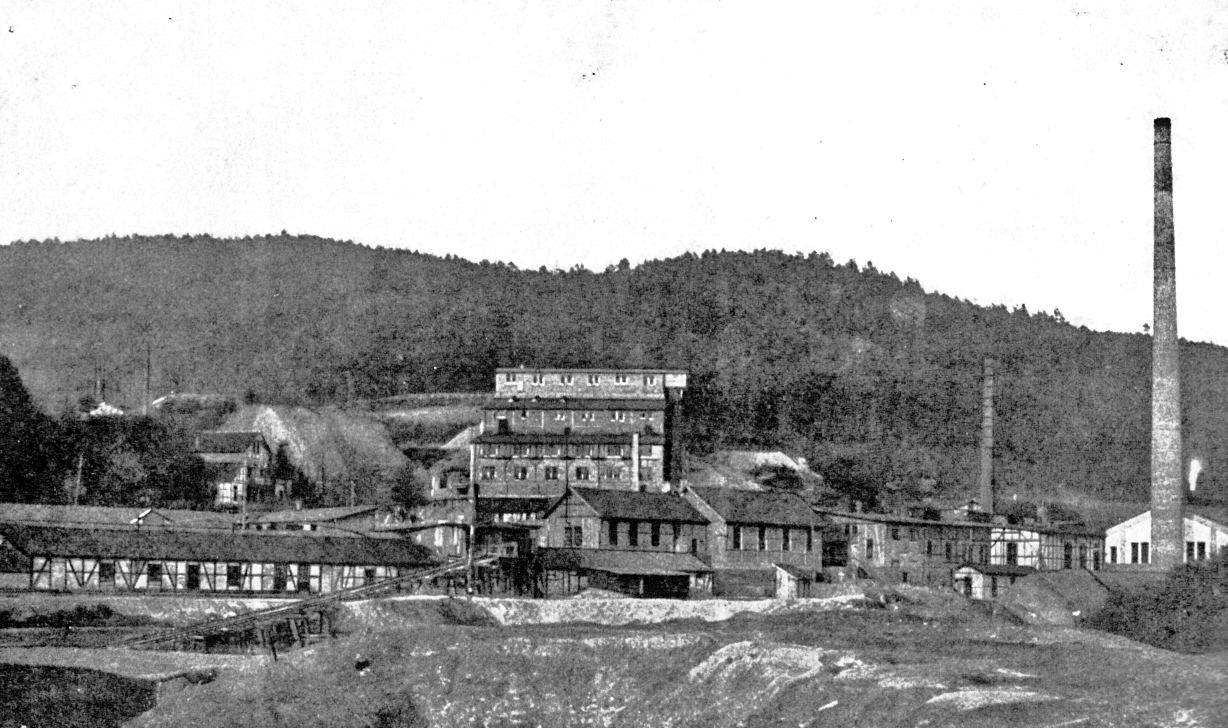
Aufbereitung der Grube Bliesenbach um 1900

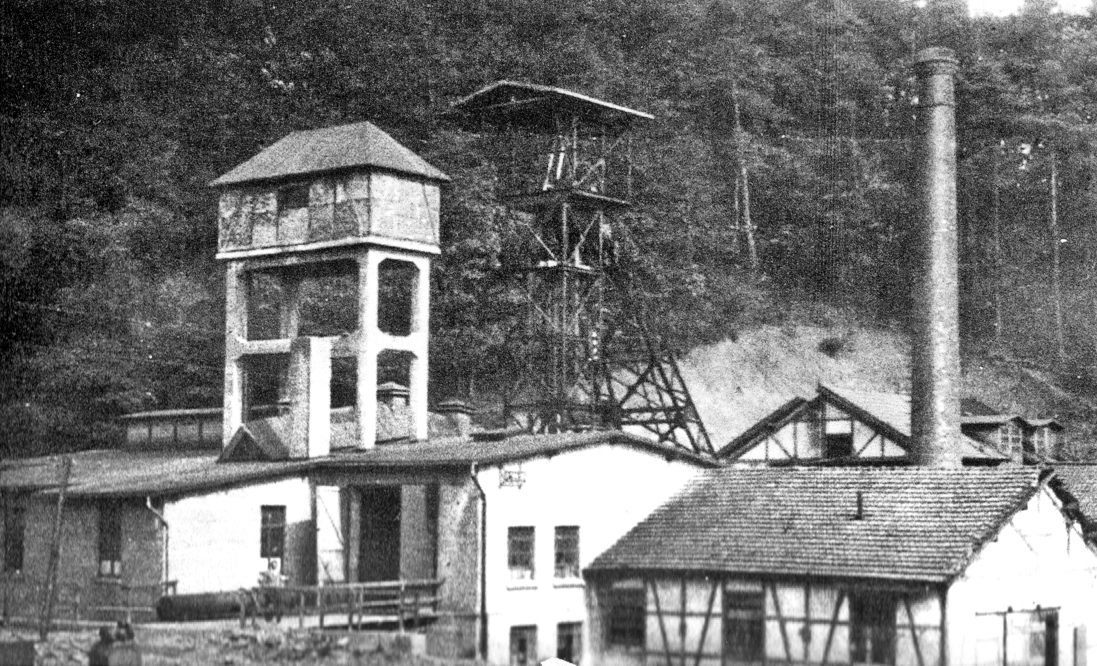
Maschinenschacht (Schacht II) der Grube Bliesenbach mit Wasserturm für die Dampfkesselanlage

## Betrieb und Anlagen
Seit 1885 war die Lagerstätte bergmännisch soweit erschlossen, dass sich ein regelmäßiger Abbau mit nennenswerten Fördermengen entwickelte. 1896 war die Belegschaft 580 Personen stark. Etwa zwei Drittel von ihnen arbeiteten als Hauer vor Ort oder als Schlepper unter Tage. Seit 1896 gab es eine Pferdelorenbahn, mit deren Hilfe das gewonnene Erz zum Bahnhof Ehreshoven zur Verladung auf die Eisenbahn geschafft wurde. 1897 baute man eine so genannte Menage, in der 80 bis 100 Personen schlafen und/oder verköstigt werden konnten.
Seit 1919 war die AG für Bergbau, Blei- und Zinkfabrikation zu Stolberg neuer Betreiber des Bergwerks. Die größte Teufe erreichte man bei 522 Metern. 1926 wurde der Betrieb eingestellt.

## Bilder von der Grube Bliesenbach heute

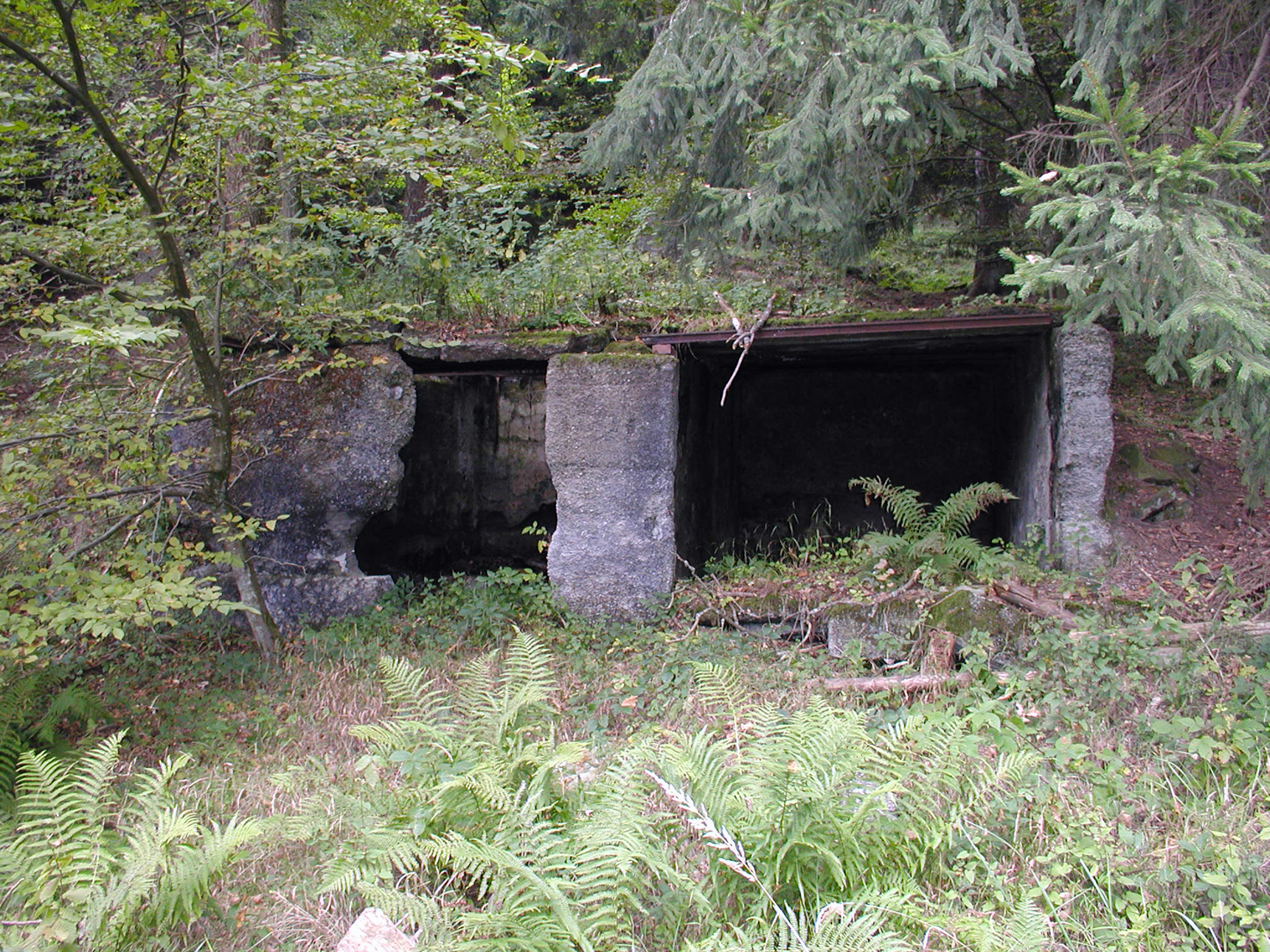
Kellerfundamente eines alten Grubengebäudes
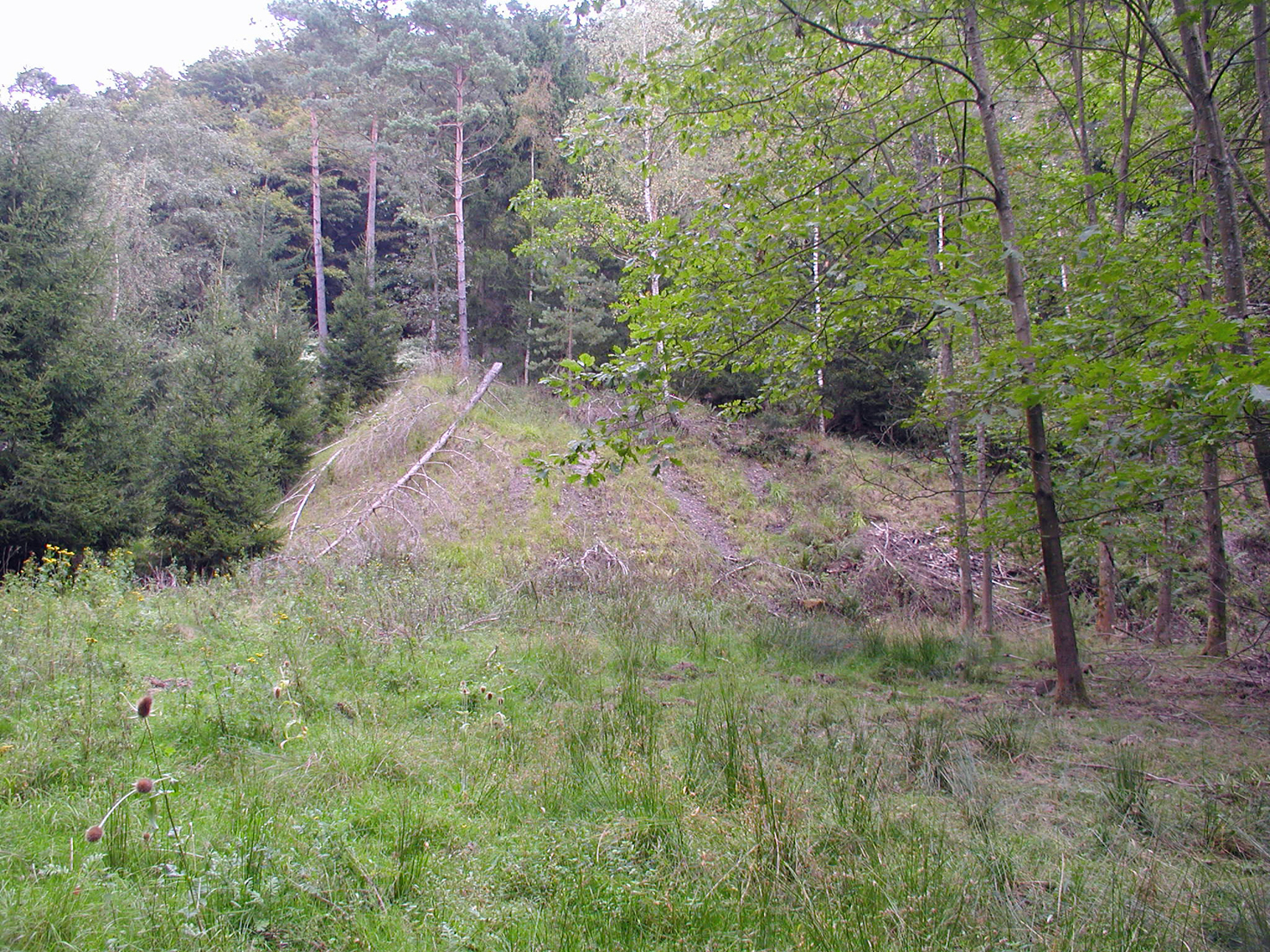
Gelände der alten Aufbereitungsanlage mit Halde des Schachts II
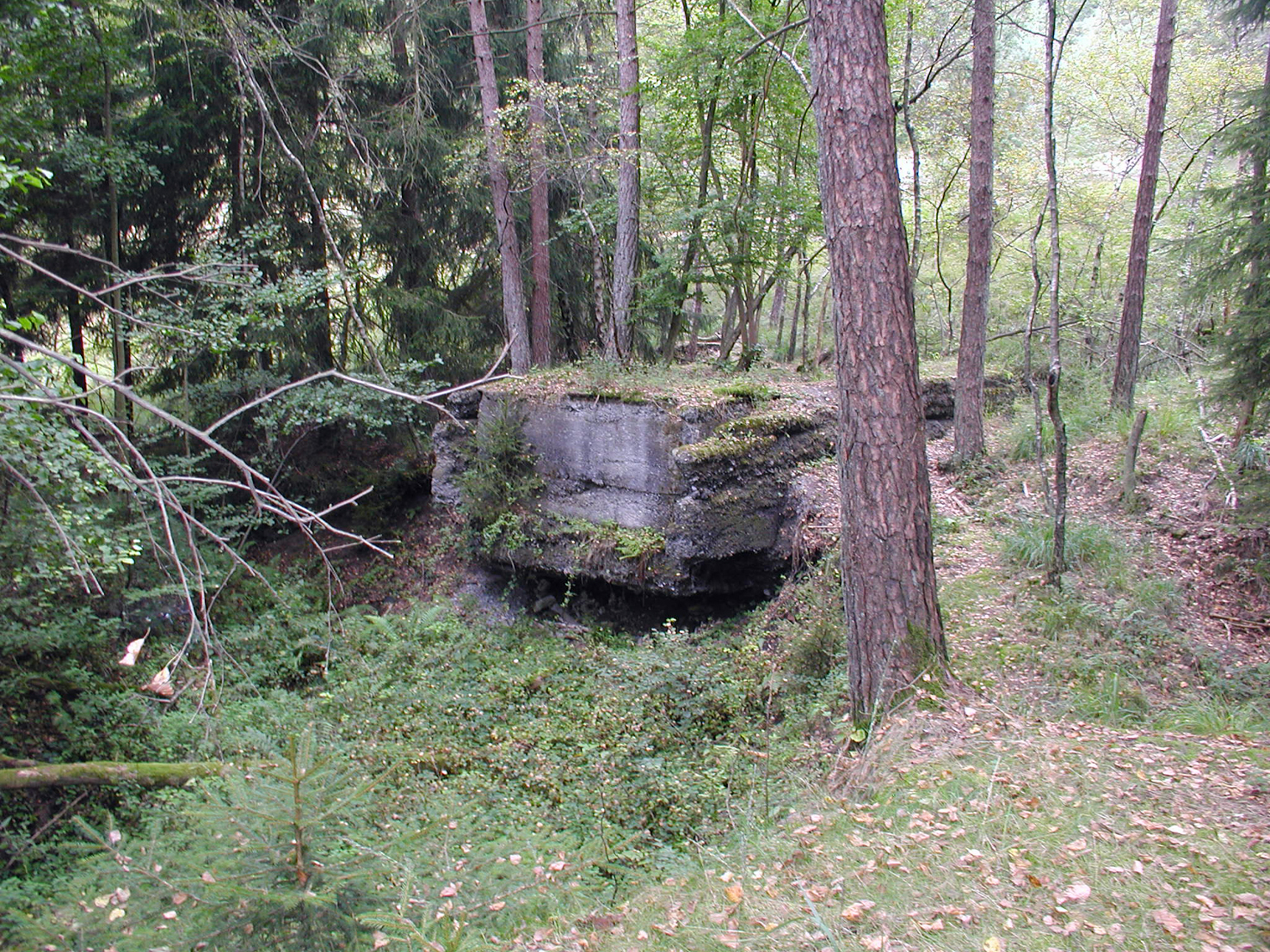
Tiefe Pinge des Kunigunde-Schachts mit einem Stück Fundament der Schachtanlage
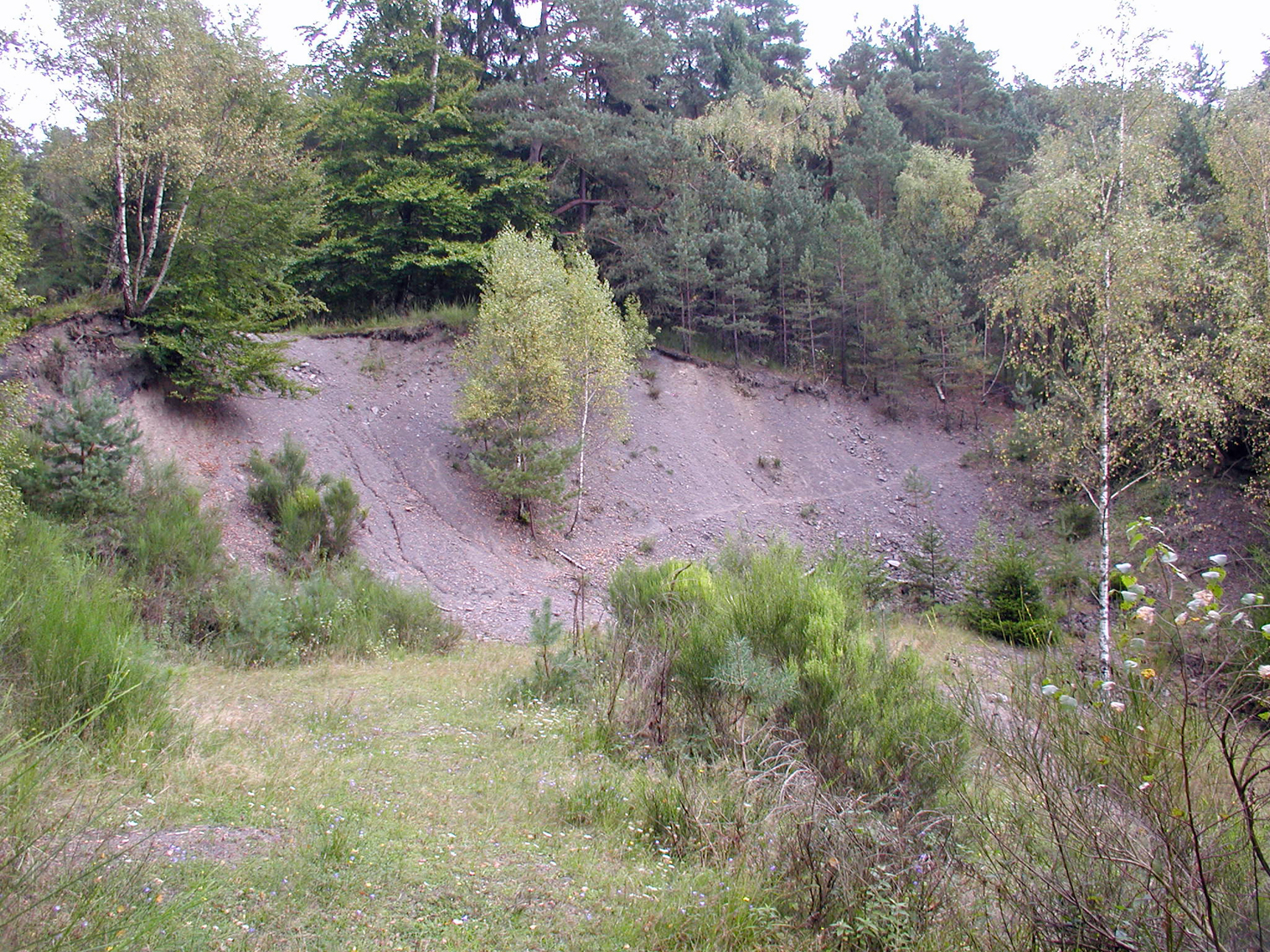
Schachthalde des Kunigundenschachts
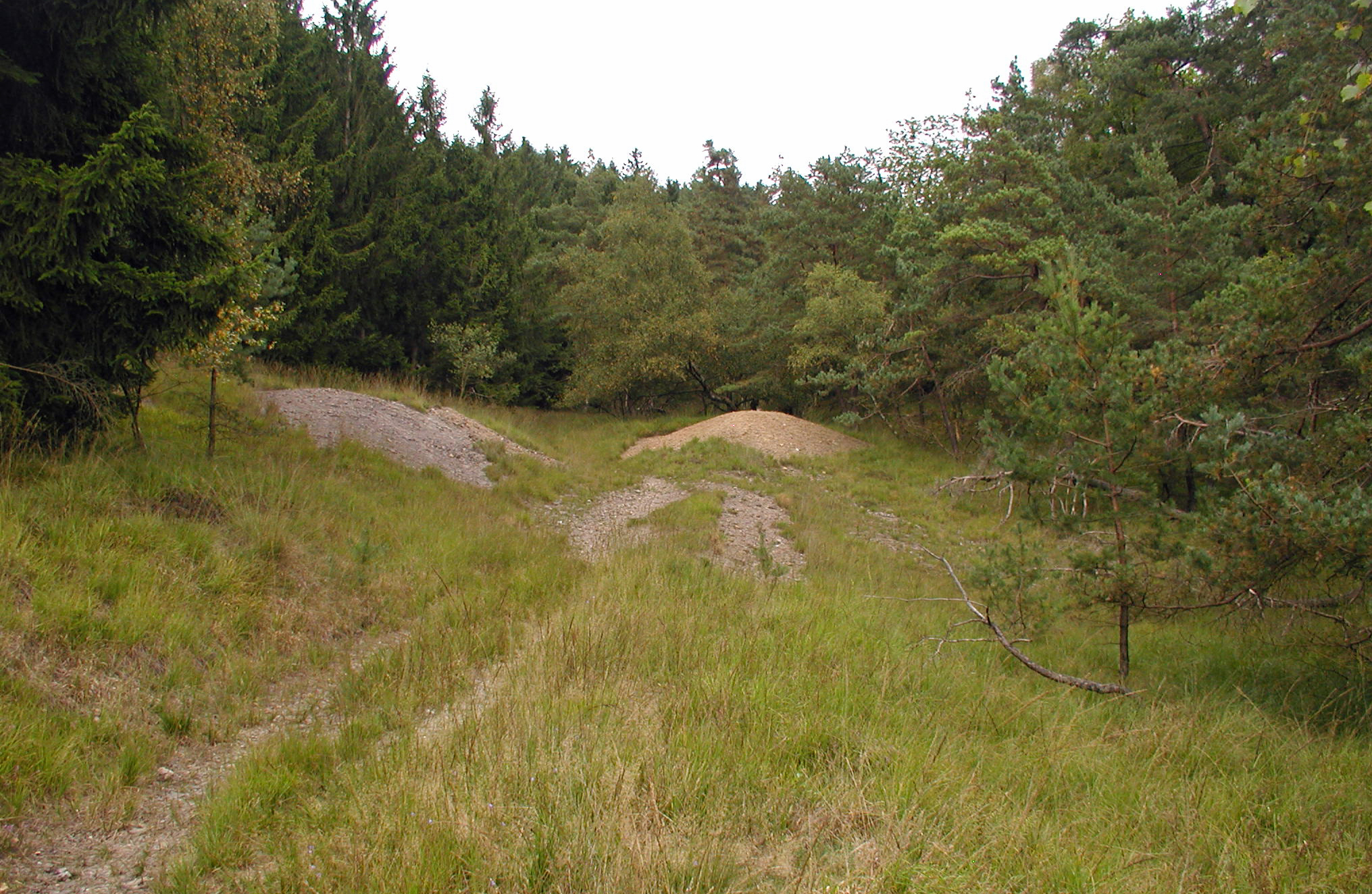
Halden von mittelalterlichem Bergbau